# Squadra boliviana di Fed Cup
La squadra boliviana di Fed Cup rappresenta la Bolivia nella Fed Cup, ed è posta sotto l'egida della Federación Boliviana de Tenis.
La squadra partecipa alla competizione dal 1991 e non ha mai superato il gruppo I della zona Americana.

## Risultati
| = Incontro del Gruppo Mondiale |

### 2010-2019
| Anno | Turno                        | Data       | Sede                  | Avversario      | Punteggio | Esito     |
| ---- | ---------------------------- | ---------- | --------------------- | --------------- | --------- | --------- |
| 2010 | Gruppo I, Fase a gironi      | 3 febbraio | Lambaré (PRY)         | Colombia        | 0 – 3     | Sconfitta |
| 2010 | Gruppo I, Fase a gironi      | 4 febbraio | Lambaré (PRY)         | Paraguay        | 0 – 3     | Sconfitta |
| 2010 | Gruppo I, Fase a gironi      | 5 febbraio | Lambaré (PRY)         | Cile            | 1 – 2     | Sconfitta |
| 2010 | Gruppo I, Play-out           | 6 febbraio | Lambaré (PRY)         | Porto Rico      | 2 – 1     | Vittoria  |
| 2011 | Gruppo I, Fase a gironi      | 2 febbraio | Buenos Aires (ARG)    | Argentina       | 0 – 3     | Sconfitta |
| 2011 | Gruppo I, Fase a gironi      | 3 febbraio | Buenos Aires (ARG)    | Perù            | 0 – 3     | Sconfitta |
| 2011 | Gruppo I, Fase a gironi      | 4 febbraio | Buenos Aires (ARG)    | Paraguay        | 1 – 2     | Sconfitta |
| 2011 | Gruppo I, Play-out           | 5 febbraio | Buenos Aires (ARG)    | Cile            | 2 – 1     | Vittoria  |
| 2012 | Gruppo I, Fase a gironi      | 30 gennaio | Curitiba (BRA)        | Paraguay        | 0 – 3     | Sconfitta |
| 2012 | Gruppo I, Fase a gironi      | 31 gennaio | Curitiba (BRA)        | Colombia        | 0 – 3     | Sconfitta |
| 2012 | Gruppo I, Fase a gironi      | 2 febbraio | Curitiba (BRA)        | Brasile         | 0 – 3     | Sconfitta |
| 2012 | Gruppo I, Fase a gironi      | 3 febbraio | Curitiba (BRA)        | Venezuela       | 0 – 3     | Sconfitta |
| 2012 | Gruppo I, Play-out           | 4 febbraio | Curitiba (BRA)        | Perù            | 0 – 2     | Sconfitta |
| 2013 | Gruppo II, Fase a gironi     | 16 luglio  | Santa Tecla (ESA)     | Ecuador         | 1 – 2     | Sconfitta |
| 2013 | Gruppo II, Fase a gironi     | 17 luglio  | Santa Tecla (ESA)     | Honduras        | 3 – 0     | Vittoria  |
| 2013 | Gruppo II, Fase a gironi     | 18 luglio  | Santa Tecla (ESA)     | Porto Rico      | 2 – 1     | Vittoria  |
| 2013 | Gruppo II, Fase a gironi     | 19 luglio  | Santa Tecla (ESA)     | Guatemala       | 2 – 1     | Vittoria  |
| 2014 | Gruppo II, Fase a gironi     | 10 aprile  | Humacao (PUR)         | Bermuda         | 2 – 1     | Vittoria  |
| 2014 | Gruppo II, Fase a gironi     | 11 aprile  | Humacao (PUR)         | Perù            | 2 – 1     | Vittoria  |
| 2014 | Gruppo I, Playoff promozione | 12 aprile  | Humacao (PUR)         | Rep. Dominicana | 2 – 1     | Vittoria  |
| 2015 | Gruppo I, Fase a gironi      | 4 febbraio | San Luis Potosí (MEX) | Paraguay        | 0 – 3     | Sconfitta |
| 2015 | Gruppo I, Fase a gironi      | 5 febbraio | San Luis Potosí (MEX) | Venezuela       | 2 – 1     | Vittoria  |
| 2015 | Gruppo I, Fase a gironi      | 6 febbraio | San Luis Potosí (MEX) | Messico         | 1 – 2     | Sconfitta |
| 2015 | Gruppo I, Play-out           | 7 febbraio | San Luis Potosí (MEX) | Cile            | 2 – 0     | Vittoria  |